# Abdelhamid Bouras
Abdelhamid Bouras (ur. 25 czerwca 1959 w Al-Ajn al-Bajdzie) – algierski piłkarz grający na pozycji obrońcy. W swojej karierze rozegrał 8 meczów w reprezentacji Algierii.

## Kariera klubowa
W swojej karierze piłkarskiej Bouras grał w takich klubach jak: ISM Aïn Beïda (1978-1985), GCR Mascara (1985-1987), JSM Skikda (1987-1989) i RC Relizane (1989-1992).

## Kariera reprezentacyjna
W reprezentacji Algierii Bouras zadebiutował w 1983 roku. W 1984 roku był w kadrze Algierii na Puchar Narodów Afryki 1984. Rozegrał w nim jeden mecz grupowy, z Nigerią (0:0). Z Algierią zajął 3. miejsce w tym turnieju. Od 1983 do 1984 wystąpił w kadrze narodowej 8 razy.